# Northern Ireland Prison Service
Il Northern Ireland Prison Service (NIPS, in italiano: Servizio delle prigioni dell'Irlanda del Nord) è un'agenzia esecutiva del Dipartimento della giustizia, il cui quartier generale si trova a Dundonald House nella tenuta Stormont a Belfast.

## Storia
È stato istituito come agenzia il 1º aprile 1995. Lo stato dell'agenzia è stato riconfermato a seguito di una revisione quinquennale nel 2000. Il Prison Service è responsabile della fornitura di servizi penitenziari nell'Irlanda del Nord. Le sue principali funzioni statutarie sono stabilite dal Prison Act (Northern Ireland) 1953 e dalle norme stabilite dalla legge.
Il Prison Service è una componente importante del più ampio sistema di giustizia penale e contribuisce al raggiungimento degli scopi e degli obiettivi generali del sistema. In qualità di ministro responsabile, il ministro della giustizia rende conto all'Assemblea dell'Irlanda del Nord per il servizio penitenziario e condivide la responsabilità ministeriale e la responsabilità per l'intero sistema giudiziario penale con il procuratore generale. Il servizio penitenziario è diretto dal direttore generale. Ad agosto 2009, il Northern Ireland Prison Service impiegava 1.893 dipendenti.

## Stabilimenti
Il Prison Service attualmente ha tre stabilimenti operativi:
- CPM Maghaberry: un moderno carcere di massima sicurezza per uomini adulti condannati a lunghe pene e per la detenzione preventiva, sia in condizioni separate che integrate. I detenuti immigrati sono ospitati in strutture carcerarie a Belfast.
- CPM Magilligan: un carcere maschile di media sicurezza, per uomini adulti condannati a pene medie e per i detenuti selezionati che raggiungono la fine della loro pena;
- Prigione di Sua Maestà e Centro per i minorenni, HMP Hydebank Wood: una struttura di sicurezza medio-bassa per giovani uomini e donne di tutte le età (comprese le donne immigrate detenute).

C'è anche un centro di formazione del personale, il Prison Service College, a Hydebank Wood.